# Distretto di Huaccana
Il distretto di Huaccana è un distretto del Perù nella provincia di Chincheros (regione di Apurímac) con 9.200 abitanti al censimento 2007 dei quali 2.543 urbani e 6.657 rurali.
È stato istituito il 12 giugno 1985.